# Sistema de color de Munsell

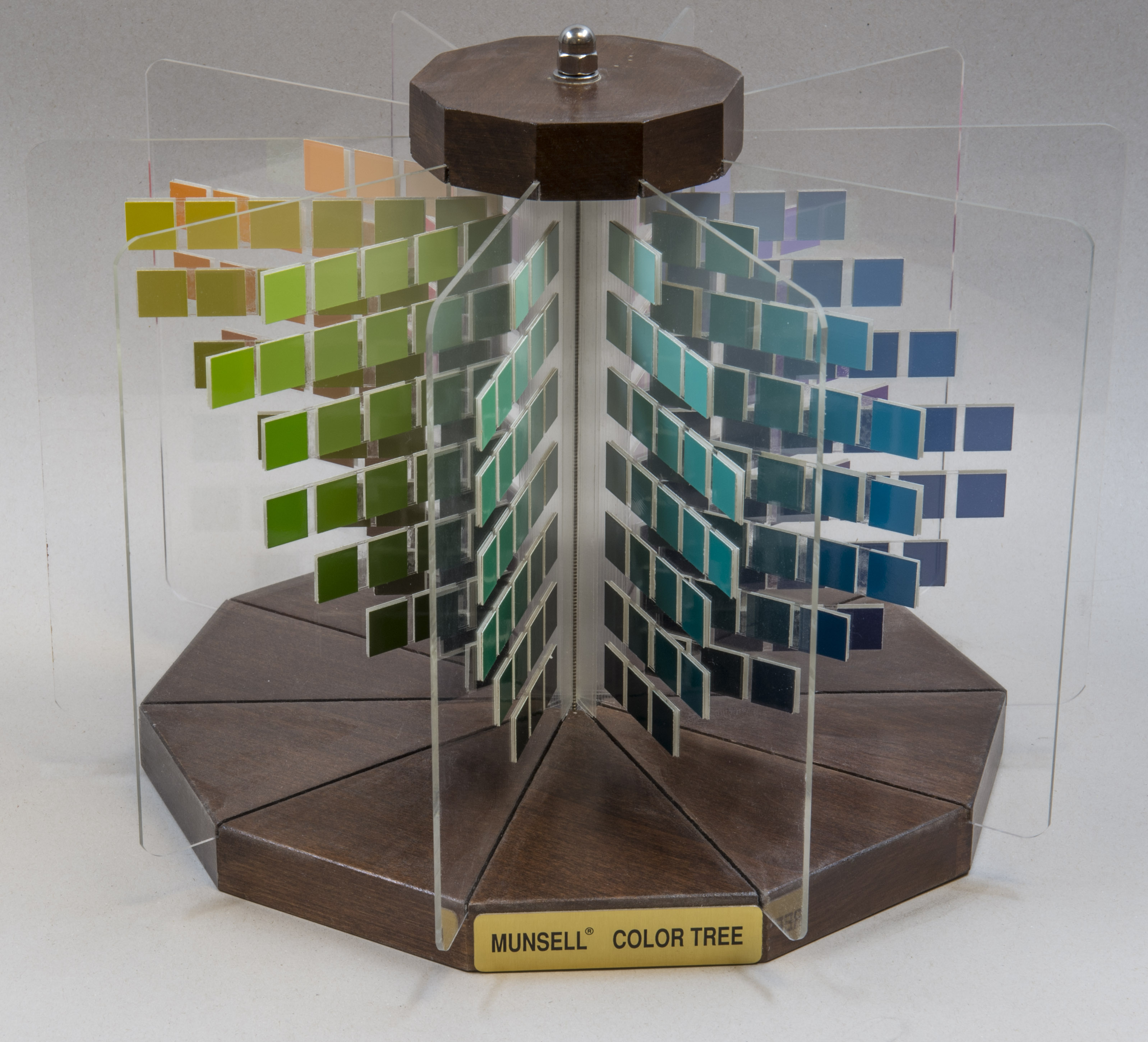
Arbre de color de Munsell

El sistema de color de Munsell, també anomenat Carta de colors Munsell o Taula Munsell, és una carta de colors amb un determinat nombre de fulls (cartrons), cadascun amb els colors organitzats d'acord amb el codi de colors desenvolupat per Albert H. Munsell (codi o sistema Munsell).

## El sistema de color
Està basat en una disposició ordenada en un objecte tridimensional (esfera de Munsell), d'acord amb la mesura de les propietats del color independents que es pot representar sobre tres eixos que corresponen a:
- to del color, mesurat en graus al voltant de cercles horitzontals.
- lluminositat del color (valor), mesurat verticalment al cilindre central de 0=negre a 10=blanc.
- saturació del color (croma), mesurada radialment cap a fora des de l'eix vertical neutre (gris).

### Concepte tridimensional
Munsell va determinar l'espaiat dels colors al llarg d'aquestes dimensions mesurant les respostes visuals humanes. En cada dimensió, els colors de Munsell intenten ajustar-se a un objecte uniforme, però al capdavall la forma o volum resultant esdevé força irregular. Com explica Munsell: "El desig d'ajustar-se a un contorn escollit, com ara la piràmide, el con, el cilindre o el cub, juntament amb la manca de proves adequades, ha donat lloc a moltes declaracions distorsionades de les relacions de color, i es fa evident quan s'estudia la mesura física dels valors de pigments i cromas, que no acabarà formant cap contorn regular". Albert H. Munsell, "A Pigment Color System and Notation"

## To, lluminositat i saturació

### To o matís

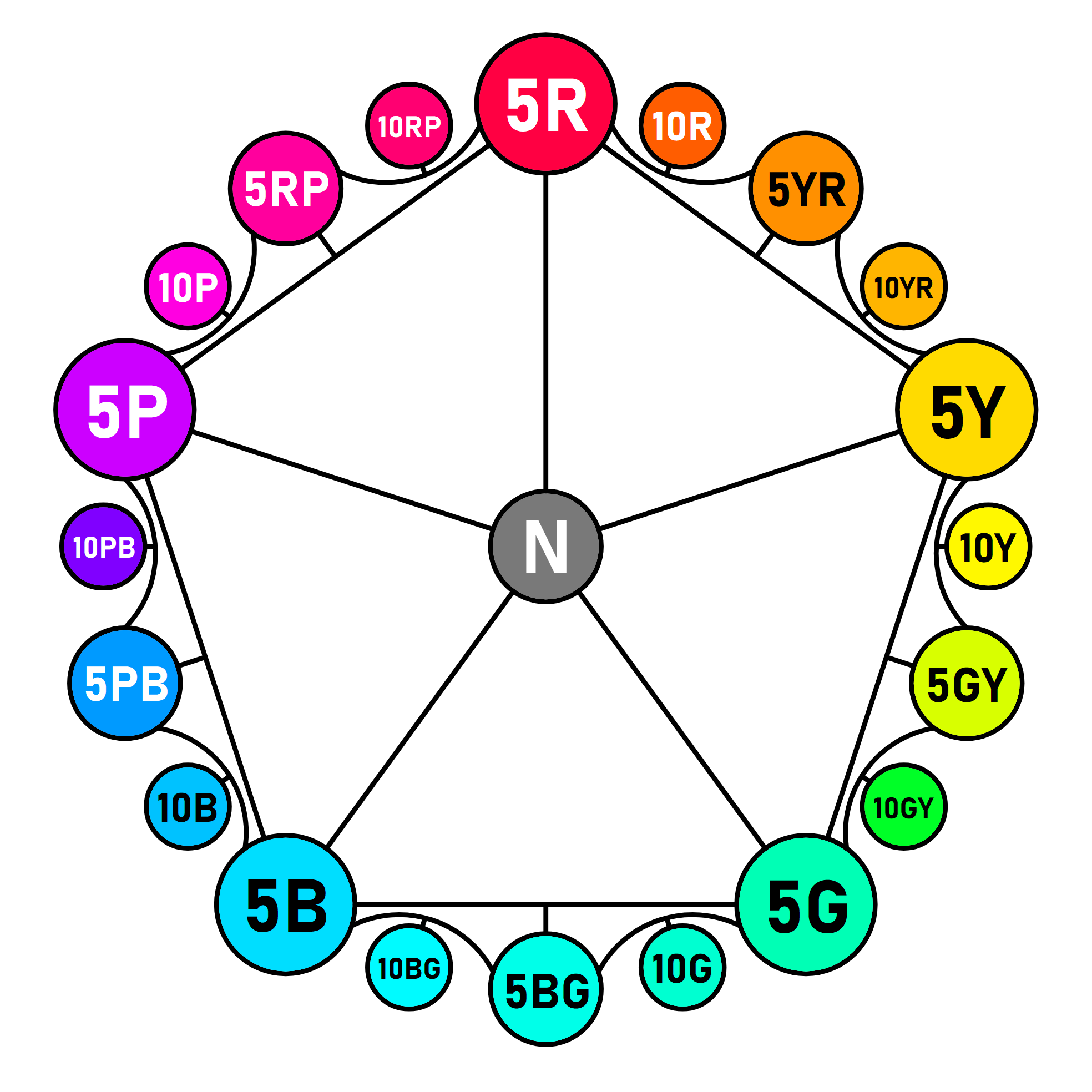
Vint tonalitats del sistema de color Munsell a la màxima saturació

És l'espectre cromàtic en que es mesura el tipus de color d'acord amb la longitud d'ona dominant del color i la qualitat que el distingeix dels altres. En el sistema, està representat per un esquema circular, molt semblant a la majoria dels cercles cromàtics que s'utilitzen comunament a les escoles d'art. Pren com a base per a l'organització dels tons els 360 graus del cercle i cada mostra de color es disposa en una lògica seqüencial. Així el vermell correspon al 0° i al 360° i a 120º hi són representats els anomenats colors primaris i en els passos intermedis els colors secundaris.
Cada cercle horitzontal Munsell es va dividir en cinc tonalitats principals: vermell, groc, verd, blau i morat (porpra), juntament amb 5 tonalitats intermèdies (per exemple, YR) que és a mig camí entre les tonalitats principals adjacents.
Cadascun d'aquests 10 passos, amb la tonalitat anomenada com a número 5, es divideix després en 10 sub-passos, de manera que 100 tonalitats reben valors enters. A la pràctica, les cartes de color especifiquen convencionalment 40 tonalitats, en increments de 2,5, progressant, per exemple, de 10R a 2,5YR.
Dos colors d'igual valor i croma, als costats oposats d'un cercle de tonalitat, són colors complementaris i es barregen additivament al gris neutre del mateix valor. El diagrama següent mostra 40 tons de Munsell uniformement espaiats, amb complements alineats verticalment.

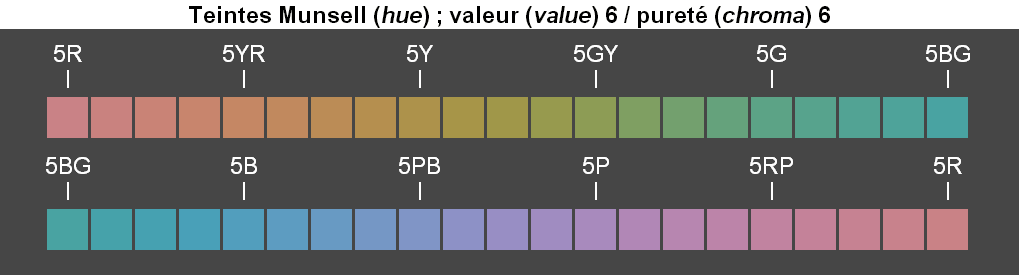
Munsell lluminositat (valor) / saturació (croma)

### Lluminositat (valor)
Mesura la claredat o foscor. Aquesta escala també és anomenada "Escala o Valor Tonal" o "Clarobscur". Munsell va dissenyar una escala de 10 passos per mesurar aquesta qualitat del color, on el 0 correspon al negre (o absència de llum) i el 10 correspon al blanc. En el model de Munsell aquesta escala correspon al tronc (eix vertical) del seu "Arbre de Color".

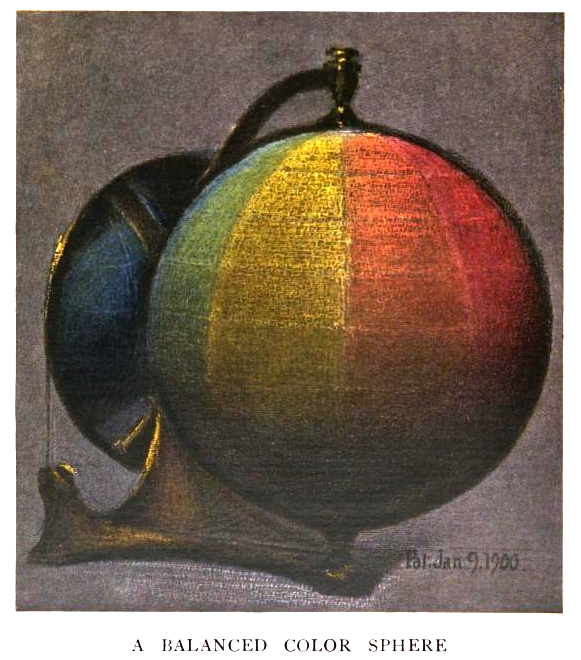
L'esfera de color de Munsell, 1900. Més endavant Munsell va descobrir que si la tonalitat, el valor i la croma es mantinguessin uniformes, els colors de la superfície assolibles no es podrien forçar a adoptar una forma geomètrica regular.

El valor o lluminositat, varia verticalment al llarg del color sòlid, des del negre (valor 0) a la part inferior fins al blanc (valor 10) a la part superior. Els grisos neutres es troben al llarg de l'eix o tronc vertical entre el blanc i el negre.

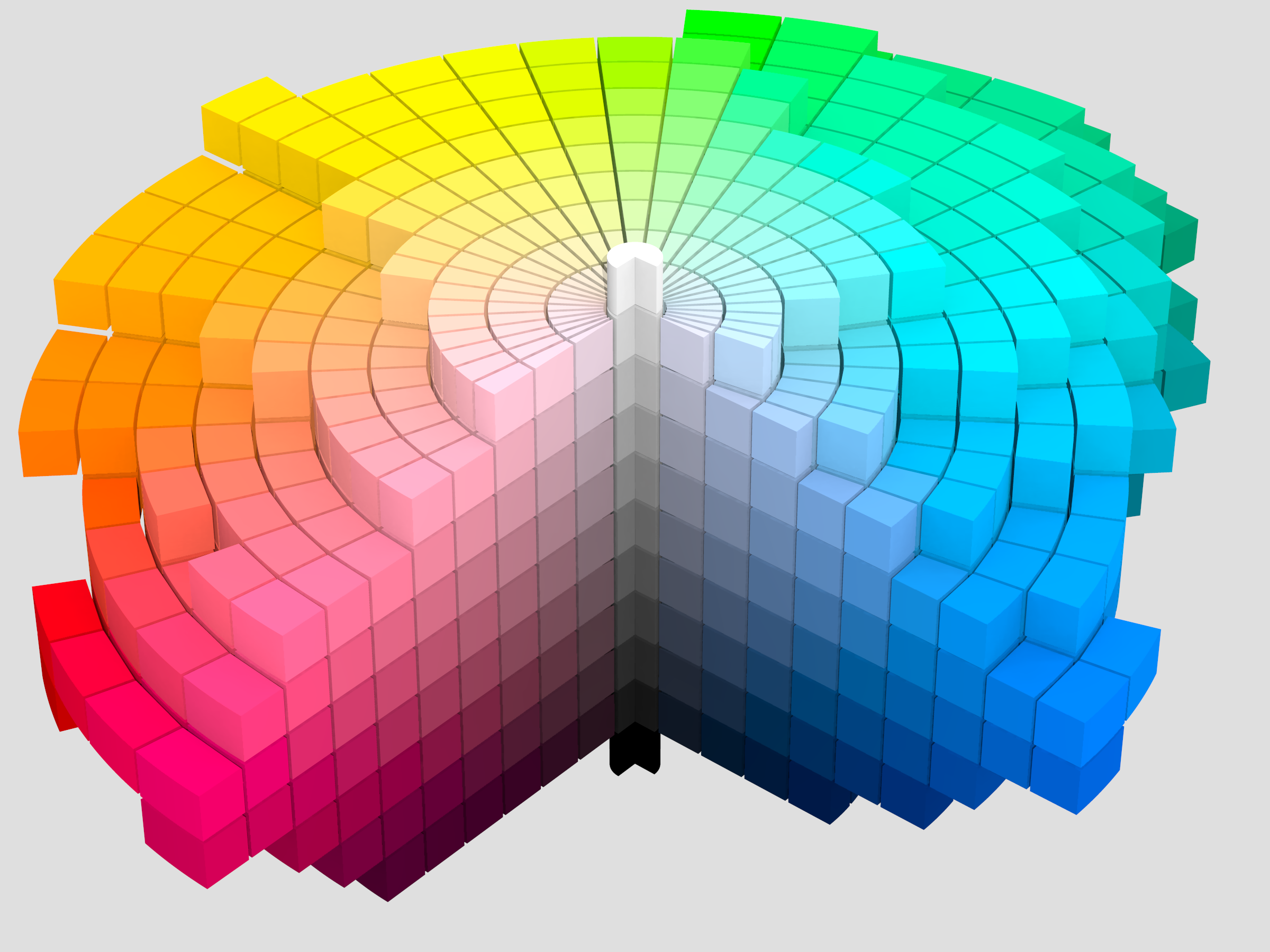
Representació tridimensional de les re-anotacions de Munsell de 1943 on s'observa la irregularitat de la forma en comparació amb l'esfera de color anterior de Munsell.

Diversos colors sòlids es van dibuixar, des del negre a la part inferior fins al blanc a la part superior, amb un degradat gris entre ells, però aquests sistemes no mantenien prou la lleugeresa perceptiva a través de les rodanxes horitzontals. En comptes d'això, es va dibuixar un groc totalment saturat (clar) i un blau i un violeta totalment saturats (fosc) al llarg de l'equador.

### Saturació de color (croma)
Mesura la intensitat o puresa del color, que va des de l'absència de colorit que s'observa en els colors neutres (escala de grisos), fins als colors més vius o saturats. En aquest model la descripció del rang o nombre de passos a l'escala de la saturació de cada color s'exemplifica en la forma d'una branca de "Arbre de color", i depèn de la freqüència del color de mostra. La freqüència més alta de l'espectre la té el vermell aproximat a 770 Nm (nanòmetres) de longitud d'ona.
La croma, mesurada radialment des del centre de cada llesca, representa la "puresa" d'un color (relacionada amb la saturació), amb una croma més baixa menys pura (més diluïda, com en els tons pastel).

Diagrama de colors Munsell revisat amb vint tonalitats del sistema de color Munsell al màxim de saturació (chroma) per mantenir-se a la gamma sRGB. Dades derivades de l'institut de tecnologia de Rochester basades en l'article original de re-anotació de 1943 (Newhall, Judd i Nickerson, JOSA, 1943)

Cal tenir en compte que no hi ha un límit superior intrínsec a la croma. Les diferents àrees de l'espai de color tenen diferents coordenades de croma màxima. Per exemple, els colors groc clar tenen una saturació considerablement major que els morats clars, a causa de la naturalesa de l'ull humà i la física dels estímuls del color. Això va conduir a una àmplia gamma de nivells de saturació possibles, fins als 30, alts per a algunes combinacions de valors de tonalitat (tot i que és difícil o impossible fer objectes físics amb colors saturats tan alts i no es poden reproduir fàcilment a les pantalles d'ordinador actuals). Els colors sòlids vius s'aproximen al rang de color 8.

## Especificació d'un color
Un color s'especifica enumerant els tres números de to (hue), lluminositat (value) i saturació (chroma) en aquest mateix ordre. Per exemple, un porpra o morat de lluminositat mitjana i força saturat seria: 5P 5/10, on "5P" vol dir que el color és al mig de la banda de tonalitat porpra; "5/" que significa el valor mitjà (lluminositat); i una saturació de "10" .
Un color acromàtic s'especifica mitjançant la sintaxi N V/. Per exemple, un gris mitjà s'especifica per "N 5/".
En el processament informàtic, els colors Munsell es converteixen en un conjunt de números "HVC". La V i la C són iguals que el croma i el valor normals. El nombre H (tonalitat) es converteix manejant els anells de tonalitat en nombres entre 0 i 100, on tant 0 com 100 corresponen a 10RP.
Com que les taules de colors Munsell, inclosa la re-anotació de 1943, només contenen colors per a alguns punts de l'espai Munsell, no és trivial especificar un color arbitrari a l'espai Munsell. La interpolació s'ha d'utilitzar per a assignar i designar colors que no són de carta, com ara "2.8Y 6.95/2.3", seguit d'una inversió de la transformada Munsell a xyY ajustada. L'ASTM va definir un mètode el 2008, però se sap que Centore 2012 funciona millor.

## Història

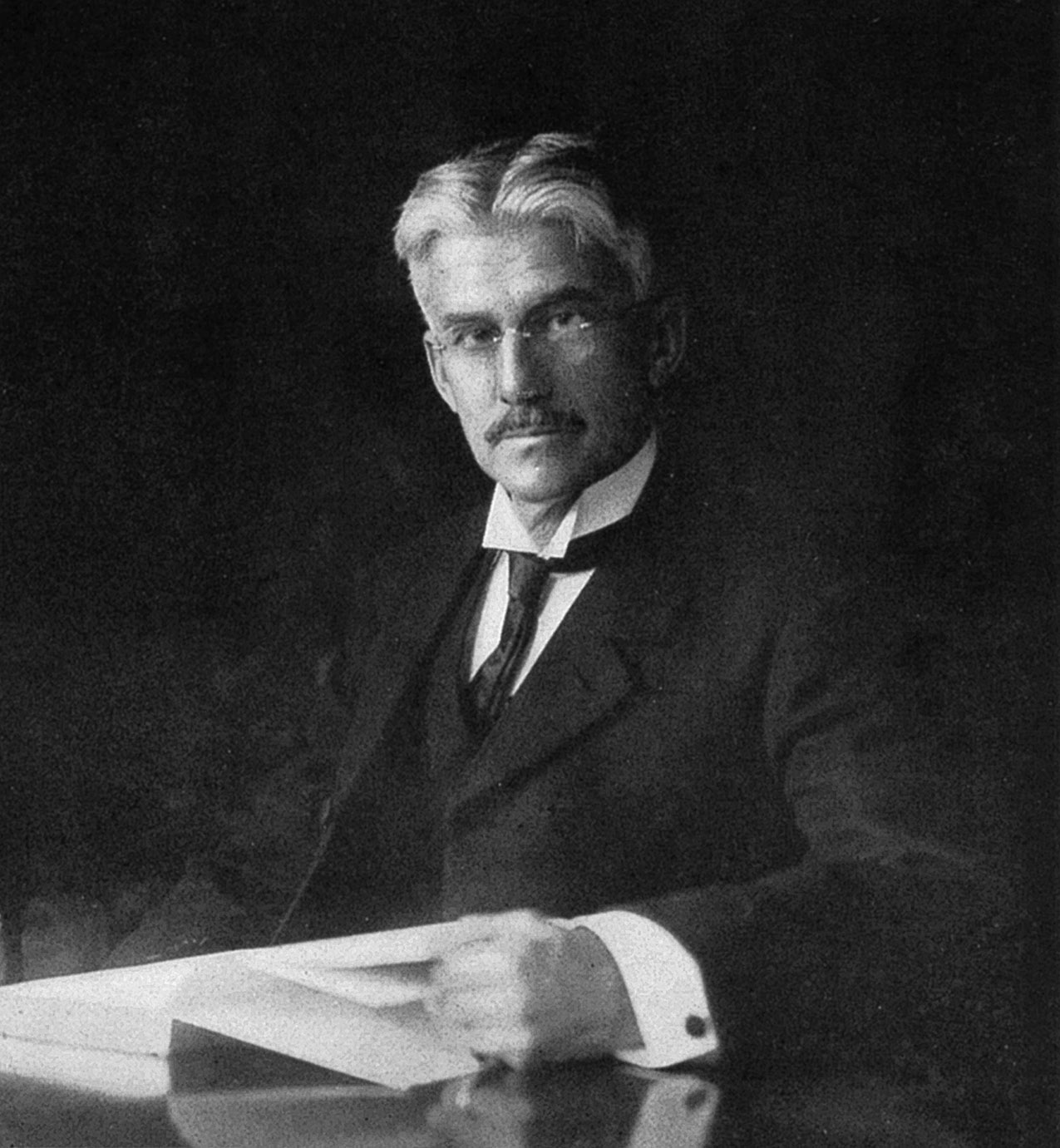
Albert H. Munsell

El sistema de Color de Munsell (Munsell Color System) va ser elaborat pel pintor i professor d'art, Albert Henry Munsell (1858-1918) als seus llibres "A Color Notation" (1905) i "Atlas of Munsell Color System" (Atles del sistema de color Munsell, 1915). Aquest sistema també és anomenat "Arbre de Color de Munsell" per la disposició de les tres dimensions del color que donen un model de qualitat esfèrica irregular. En la pràctica l'usen sobretot els fabricants de pintures, que utilitzen les mostres de la carta com a referència.
El sistema és la base del que s'ha anomenat "les tres dimensions del color" i s'ha desenvolupat influint en altres sistemes de color més modern com CIELAB, CIECAM022, HSB (Hue-Saturation-Brightness), HSV (Hue-Saturation-Value) model creat per Alvy Ray Smith) i HSL (Hue-Saturation-Lightness).

## El color dels sòls
El sistema va ser adoptat per la International Society of Soil Science per a determinar, per comparació i de manera normalitzada, els colors dels horitzons i components dels sòls i per l'USDA (Departament d'Agricultura dels Estats Units) com un sistema oficial per al mesurament del color el 1930.
Respecte dels sòls, cada pàgina inclou els colors corresponents a un mateix matís (longitud d'ona de la radiació reflectida). En cada pàgina, els colors es presenten en plaquetes en eixos de coordenades ortogonals, on l'eix d'ordenades correspon a la gradació de lluïssors creixents (de 0 a 10) i l'eix d'abscisses correspon a la gradació de cromes creixents (de 0 a 10). El color es codifica indicant el matís, la lluïssor i el croma (saturació).